# Nicolae Simescu
Nicolae Simescu (n. 6 decembrie 1933 – d. 4 iunie 2014) a fost un deputat român în legislatura 1990-1992, ales în județul Sibiu pe listele partidului PRNR. În cadrul activității sale parlamentare în legislatura 1990-1992, Nicolae Simescu a fost membru în grupurile parlamentare de prietenie cu Statul Israel, Regatul Belgiei, Australia, Republica Coreea, Republica Libaneză și Republica Federală Germania. În legislatura 1992-1996, pe data de 3 septembrie 1996, Nicolae Simescu a devenit senator când l-a înlocuit pe senatorul Emil Negruțiu. Nicolae Simescu a fost profesor universitar.  